# 克里濟克
49°27′32″N 39°37′49″E / 49.45889°N 39.63028°E
克里茲克（烏克蘭語：Кризьке）是位於烏克蘭東部的村莊，由盧甘斯克州舊比利斯克區的馬爾基夫卡市鎮負責管轄。該村始建於1708年，面積6.15平方公里，海拔高度103米，2001年人口898，人口密度每平方公里146人。